# Mato Baixo
Mato Baixo es una localidad caboverdiana del municipio de Santa Catarina.

## Geografía
La localidad está situada en la isla de Santiago.

## Organización territorial
La localidad abarca los lugares y barrios de:
- Calbeceira
- Chão Gomes
- Chão Semedo
- Covão Traz
- Malgos
- Mato Baixo
- Meio Mundo